# Мануель Фернандес Кортінас
Мануель Фернандес Кортінас (1905—1978) — іспанський політик і військовий.

## Біографія
Він народився в Мусейросі, Луго в 1905 році. У 1928 році він приєднався до Комуністичної партії Іспанії (КПІ), де він розвивав інтенсивну діяльність. Після початку громадянської війни він приєднався до народного ополчення.  Протягом війни був командиром 37-ї та 42-ї змішаних бригад на Мадридському фронті. У березні 1939 року, під час державного перевороту Касадо, Фернандес Кортінас залишився лояльним до уряду Негріна. Війська 42-ої змішаної бригади залишили свій сектор і зайняли Нуевос Міністеріос, хоча контратака проти Касадистів закінчилася невдачею. Після поразки республіки йому довелося виїхати в еміграцію, оселившись у Радянському Союзі.
В Іспанії він одружився з Натівідад Мартінес Руїс (5), з якою мав трьох дітей, а в СРСР його партнеркою була Кармен Гомес, яка народила йому доньку.
У СРСР працював різноробочим у Криму та Дніпропетровську. Помер у Дніпропетровську 22 червня 1978 року.